# Bunțevo
Bunțevo (în bulgară Бунцево) este un sat în Obștina Iakoruda, Regiunea Blagoevgrad, Bulgaria.

## Demografie
Componența etnică a satului Bunțevo
     Bulgari (75,23%)
     Turci (4,91%)
     Nicio identificare (19,84%)
     Altele (0%)
La recensământul din 2011, populația satului Bunțevo era de 529 locuitori. Din punct de vedere etnic, majoritatea locuitorilor (75,23%) erau bulgari, cu o minoritate de turci (4,91%). Pentru 19,84% din locuitori nu este cunoscută apartenența etnică.